# 5. šahovska olimpijada
5. šahovska olimpijada je potekala med 12. in 23. julijem 1933 v folkestonskem Leas Cliff Hall (Združeno kraljestvo).
ZDA so osvojile prvo mesto, Češkoslovaška drugo in Švedska tretje.
Sodelovalo je 71 šahistov v 15 reprezentancah; odigrali so vseh 420 načrtovanih partij. Estonija je bila prijavljena na turnir, a je pozneje preklicala udeležbo.

## Udeleženci
- Anglija (Conel Hughes Alexander, Mir Sultan Khan, George Alan Thomas, ...)
- Avstrija (Hans Müller, Ernst Grünfeld, Eduard Glass, ...)
- Belgija
- Češkoslovaška (Salomon Flohr, Karel Opočenský, ...)
- Danska
- Francija (Alexander Alekhine, Louis Betbeder Matibet, Marcel Duchamp, ...)
- Islandija
- Italija (Antonio Sacconi, Federico Norcia, ...)
- Latvija (Movsas Feigins, Fricis Apšenieks, Wolfgang Hasenfuss, ...)
- Litva (Leonardas Abramavičius, Vladas Mikėnas, ...)
- Madžarska (Andor Lilienthal, Géza Maróczy, Árpád Vajda, Kornél Havasi, Lajos Steiner, ...)
- Poljska (Ksawery Tartakower, Paulin Frydman, ...)
- Škotska (Robert Combe, ...)
- Švedska (Erik Lundin, Gideon Ståhlberg, Gösta Stoltz, ...)
- ZDA (Isaac Kashdan, Reuben Fine, Arthur William Dake, Frank James Marshall, ...)

## Zanimivosti
- Na tej olimpijadi je nastopilo najmanjše število ekip v zgodovini.
- Vsi igralci so odigrali najmanj štiri partije, kar je rekord.